# 529 a.C.
Il 529 a.C. (DXXIX a.C. in numeri romani) è un anno  del VI secolo a.C.

## Eventi
- Il re dei Persiani Ciro II muore in battaglia. Gli succede il figlio Cambise II. Sotto il suo regno, la Persia annette l'Egitto e si scontra con Cartagine.